# Одинокий Юрій Дмитрович
Юрій Дмитрович Одинокий (18 грудня 1965, Київ, Українська РСР) — український театральний режисер, актор, Народний артист України (2017).

## Життєпис
Юрій Одинокий народився 18 грудня 1965 року у м. Києві. У 1983 році вступив до Київського театрального інституту ім. Карпенко-Карого (майстерня Ірини Молостової, акторський курс під керівництвом Григорія Кононенко)[джерело?]. Згодом, вирішує перейти на кафедру режисури до майстерні Едуарда Митницького. Є випускником Київського національного університету театру, кіно і телебачення імені Івана Карпенка-Карого 1987 року.
В якості режисера працював в багатьох театральних колективах як Києва, так і України. Так, зокрема працював в таких театрах, як Київський академічний театр драми і комедії на лівому березі Дніпра, Київський академічний театр юного глядача на Липках, Київський академічний Молодий театр, Київський академічний драматичний театр на Подолі, Новий драматичний театр на Печерську, Національний академічний театр російської драми імені Лесі Українки, Харківський академічний український драматичний театр імені Тараса Шевченка, Одеський академічний український музично-драматичний театр ім. В. Василька та Одеський академічний російський драматичний театр, також працював в форматі антрепризного театру з концертним агентством «Пале-арт» (вистава «Ladies' Night»). За часів ажіотажу навколо вистави «Комедія про принадність гріха» Одинокий вибирав в натовпі охочих потрапити на неї, найзакоханішу, на його думку, пару, і дарував їм квитки.
Здобувши певну відомість серед мистецького світу України, неодноразово отримував запрошення працювати у складі експертної групи театральної премії «Київська пектораль» та у складі експертної групи міжнародного літературного конкурсу «Коронація слова». Віктор Пелевін власноруч надав Одинокому право на постановку свого твору.
Був учасником Помаранчевої революції в Києві — стояв на охороні наметового містечка. Пізніше, на прем'єрі «Братів Карамазових», вийшов на уклін в помаранчевому светрі.
Юрій Одинокий раніше вважав себе послідовником Еймунтаса Някрошюса. Вистава «Закоханий метелик», поставлена в театрі ім. Лесі Українки, була номінована на премію «Київська пектораль». Однак перед тим, як виставу повинні були переглянути члени комісії премії «Київська Пектораль» художній керівник театру Михайло Резнікович не допустив виставу до показу на великій сцені і не дозволив показати навіть на малій сцені в закритому форматі лише для конкурсу.
Спільно з Олегом Меншиковим Юрій Одинокий починав роботу над виставою «Гравці» Гоголя. Одинокий був запрошений режисером до продюсера Меншикова, але потім Меншиков захотів долучитися до постановчої команди і спільного проекту не вийшло.
Працював режисером-постановником Національного академічного драматичного театру ім. Івана Франка з 2006 до 2022 року. Окремо став відомим і творчий тандем режисера Одинокого з хореографом Павлом Івлюшкіним. В цій співпраці з'явились такі вистави як: «Ladies' Night»), «Три товариші» за Ремарком (2016), «Ідіот» за Достоєвським (2018)
Як актор періодично знімається у кіно. Одружений. Дружина — Дар‘я Одинока, продюсер. Займається музичним підбором до вистав.

## Театральні роботи
Київський академічний театр драми і комедії на лівому березі Дніпра
- 1991 — «Полонений тобою» по А. Амальріку
- 1996 — «Комедія про принадність гріха» за п'єсою «Мандрагора» Н. Макіавеллі
- 1997 — «Дрібний біс» («Кручений біс») Ф. Сологуба
- 1998 — «Венеціанський мавр (Отелло)» У. Шекспіра
- 2001 — «Глядачі на спектакль не допускаються» М. Фрейна
- 2002 — «Одруження» М. Гоголя

Національний академічний драматичний театр ім. Івана Франка.
- 2004 — «Брати Карамазови» Ф. Достоєвського
- 2007 — «Одруження Фігаро» П. Бомарше
- 2009 — «Скандальна подія з містером Кеттлом і місіс Мун» Дж. Прістлі
- 2011 — «Гімн демократичної молоді» С. Жадана
- 2013 — «Дами і гусари» А. Фредро
- 2016 — «Три товариші» Е. Ремарка
- 2018 — «Ідіот» Ф. Достоєвського[6][7]
- 2020 — «Сірано де Бержерак» за п'єсою Едмона Ростана[8]
- 2021 — «Радован III» Душана Ковачевича

Інші театри
- 1992 — моновистава «Людський голос» Ж. Кокто (Одеський академічний російський драматичний театр)
- 1993 — «Гарольд і Мод» К. Гігінса (Київський академічний театр юного глядача на Липках)
- 1994 — «Закохана метелик» В. Дяченко (Національний академічний театр російської драми імені Лесі Українки)
- 1995 — «Літо і дим» Т. Вільямса (Театр на Подолі)
- 2003 — «Ревізор» М. Гоголя (Одеський академічний український музично-драматичний театр ім. В. Василька)
- 2005 — «Ladies 'night» Е. Маккартена, С. Сінклера, Ж. Коллара
- 2005 — «П'ять розповідей Пелевіна» В. Пелевіна (Новий драматичний театр на Печерську)
- 2006 — «РеVIзоP. Містична комедія» М. Гоголя (Харківський державний академічний український драматичний театр імені Т. Шевченка)
- 2007 — «Empty Trash» (Спалюємо сміття) Т. Іващенко (Київський академічний Молодий театр)
- «Театр» М.Фрейн (Івано-Франківський академічний обласний музично-драматичний театр імені Івана Франка)[9]
- 2017 — «Чорна скринька» Л. Ашкенази (антреприза Олексія Горбунова)

## Фільмографія
Акторські роботи:
- 1993 — Ніч питань — епізод
- 1995 — Атентат. Осіннє вбивство в Мюнхені
- 1997 — Святе сімейство
- 2004 — Я тебе люблю (серіал) — Геннадій
- 2010 — 2013 — Єфросинія (серіал) — Крюк
- 2011 — Картина крейдою (Фільм 1. «Вбивство на окружній») — Черкизов, майор УБОЗ, «перевертень»
- 2011 — Танець нашої любові — В'ячеслав
- 2012 — Брат за брата 2 — Коротков, підривник
- 2013 — Зелена кофта
- 2016 — Майор і магія
- 2017 — Одинак (серіал, 1 сезон) — епізод[10]
- 2018 — Таємний щоденник Симона Петлюри — Володін
- 2021 — «Будинок „Слово“: Нескінчений роман» — Менер, працівник НКВС[11]

Режисерська робота в кіно:
- 1998 — Жертва (художньо-документальний, короткометражний)

## Відзнаки та нагороди
- 1996 — Лауреат премії «Київська пектораль» в категоріях «Кращий спектакль драматичного театру» і «Краща режисерська робота» (спектакль «Комедія про принадність гріха»)
- 1997 — Лауреат премії «Київська пектораль» в категоріях «Кращий спектакль драматичного театру» і «Краща режисерська робота» (спектакль «Дрібний біс»)
- Лауреат премії «Київська пектораль» в категорії «Краща вистава драматичного театру» (спектакль «Глядачі на спектакль не допускаються»)
- Номінант премії «Київська пектораль» в категорії «Краща режисерська робота» (спектакль «Глядачі на спектакль не допускаються»)
- 1999 — Заслужений артист України
- 2002 — Лауреат премії «Київська пектораль» в категоріях «Кращий спектакль драматичного театру» і «Краща режисерська робота» (спектакль «Одруження»)
- 2004 — Лауреат премії «Київська пектораль» в категоріях «Кращий спектакль драматичного театру» і «Краща режисерська робота» (спектакль «Брати Карамазови»)
- 2017 — Народний артист України[12]